# 1999 en photographie
| Années de la photographie : 1996 - 1997 - 1998 - 1999 - 2000 - 2001 - 2002    |
| Décennies de la photographie : 1960 - 1970 - 1980 - 1990 - 2000 - 2010 - 2020 |

Cet article présente les faits marquants de l'année 1999 en photographie.

## Événements
- Création du Musée de la photographie de Graçay en France ; il présente du matériel photographique.
- Ouverture du Huis Marseille Museum for Photography à Amsterdam
- Corbis, entreprise américaine d'achat et de vente de photographies et de films, rachète l'agence photographique française Sygma[1].
- octobre : la firme Canon commercialise le Canon PowerShot S10, un appareil photographique numérique compact.
- La firme Nikon commercialise le Nikon F100, un appareil photographique reflex mono-objectif semi-professionnel.
- mars : la firme Sony commercialise le Sony Mavica MVC-FD88, un appareil photographique numérique de type bridge.

## Photographies notables
- Andreas Gursky : 
  - 99 Cent II Diptych, diptyque photographique plus de 2 mètres sur 3 mètres.
  - Rhein II.

## Livres de photographies
- Yann Arthus-Bertrand, La Terre vue du ciel, Paris, La Martinière.

## Études, essais, articles
- Hervé Guibert, La photo inéluctablement : recueil d'articles sur la photographie, 1977-1985, Paris, Gallimard, 520 p.  (ISBN 2-07-075183-X).

## Expositions
- 17 janvier - 5 avril : Alexander Rodtschenko : Das Neue Moskau. Fotografien aus der Sammlung L. und G. Tatunz, Sprengel Museum, Hanovre

puis août - novembre 2000, Seattle Art Museum (SAM), Seattle.
- 23 janvier - 2 mai : River of Color: The India Raghubir Singh, Art Institute of Chicago[2].

- 7 février - 28 mars : Die Brüder Bisson : Aufstieg und Fall eines Fotografenunternehmens im 19. Jahrhundert, Musée Folkwang, Essen

puis 11 avril - 30 mai : Fotomuseum, Münchner Stadtmuseum, Munich ; 15 juin - 29 août : Les Frères Bisson photographes : de flèche en cime, 1840-1870, Bibliothèque nationale de France, Paris.
- 1er mars - 6 juin : Tableaux vivants : fantaisies photographiques victoriennes, 1840-1880, Musée d'Orsay, Paris[3].

- 14 mars - 21 juin : Berenice Abbott. Changing New York 1935-1939, Musée de la ville de New York

puis 13 octobre 1999 - 16 janvier 2000 : Musée Carnavalet, Paris.
- 15 mars - 13 juin : David Hockney, Photoworks, Musée de l'Élysée, Lausanne[4].

- 15 avril - 11 juillet : Photographes en Algérie au XIXe siècle, Musée-galerie de la Seita, Paris[5],[6].

- 30 avril - 6 septembre : Hans Namuth : portraits, National Portrait Gallery, Smithsonian Institution, Washington[7],[8].

- 18 juin - 12 septembre : Intimité et nouvelle vision : la photographie finlandaise, 1890-1939, Musée d'art moderne et contemporain (MAMCS), Strasbourg[9],[10].

- 22 juin - 29 août : Les arrangements floraux du photographe Charles Aubry, Musée d'Orsay, Paris[11].

- 8 juillet - 15 août : The Human Touch. L'Actionnisme viennois et la photographie, 1964-1970 - photographies de Günter Brus, Otto Muehl, Hermann Nitsch, Rudolf Schwarzkogler et Kurt Kren, 30es Rencontres de la photographie d'Arles[12].

- juillet : Anton Josef Trčka : 1893–1940, Rupertinum, Salzbourg.

- 8 septembre - 1er novembre : Jean-Marc Bustamante : oeuvres photographiques, 1978-1999, Centre national de la photographie, Paris[13].

- 6 octobre - 9 janvier 2000 : Une passion française : photographies de la collection Roger Thérond, Maison européenne de la photographie, Paris[14],[15],[16].

- 12 octobre - 23 janvier 2000 : La Comtesse de Castiglione par elle-même, Musée d'Orsay, Paris[17],[18].

- 31 octobre - 2 janvier 2000 : Der Fotograf Otto Steinert, Musée Folkwang, Essen

puis 6 février - 16 avril 2000 Saarland Museum, Saarbrucken ; 17 septembre - 12 novembre 2000, Kunshalle, Kiel.
- octobre 1999 - janvier 2000 : Le siècle du corps : 100 photographies 1900-2000, Culturegest, Lisbonne ; puis février 2000 - juin 2000 Musée de l'Élysée, Lausanne[19].

- 12 décembre 1999 - 14 février 2000 : Balthasar Burkhard, Musée de Grenoble[20],[21],[22].

## Festivals et congrès photographiques
- juin - juillet : 2e édition de PHotoEspaña à Madrid.
- 8 juillet - 15 août : 30es Rencontres de la photographie d'Arles. Les modernités ![23],[12],[24].
- 28 août - 12 septembre : 11e édition du festival Visa pour l'image à Perpignan[25],[26].
- septembre : 3es Journées photographiques de Bienne en Suisse[27].
- 18 - 21 novembre : 3e édition de Paris Photo, Carrousel du Louvre, Paris[28].
- 3es Rencontres africaines de la photographie à Bamako au Mali.

## Prix et récompenses
- Prix Niépce : Philippe Bazin.
- Prix Nadar : Michael Ackerman, End Time City, textes d'Adam Cohen et Christian Caujolle, Paris, éditions Delpire, 135 p., 1999  (ISBN 2-09-754195-X).
- Prix Kodak de la critique photographique. 1er prix : Florence Levillain ; mentions : Sophie Zénon, Thomas Dworzak.
- Prix Bayeux-Calvados des correspondants de guerre : James Nachtwey (agence Magnum pour Time.)
- Prix Roger-Pic : Gérard Uféras pour sa série Opéras.
- Prix HSBC pour la photographie : Catherine Gfeller et Yoshiko Murakami.
- Prix Élysée de la photographie : Thomas Coex.
- Prix Voies Off : Marcello Simeone.
- Prix Picto de la jeune photographie de mode : André Wollf.
- Prix Henri-Cartier-Bresson : non décerné.
- Création du Prix Arcimboldo par l'association Gens d'images pour récompenser un photographe résidant en France pour « un travail photographique réalisé à partir d'un concept ou d'une idée utilisant les nouvelles technologies, comme outil de création ou de transformation, afin d'aboutir à une œuvre numérique ». Premier lauréat : Orlan.
- Prix Oskar-Barnack : Claudine Doury.
- Prix Erich-Salomon : Eva Besnyő.
- Prix culturel de la Société allemande de photographie : groupe fotoform (de) (Siegfried Lauterwasser (de), Toni Schneiders (de), Wolfgang Reisewitz (de)).
- Prix Citigroup Photography : Rineke Dijkstra.
- Prix Hansel-Mieth : Andreas Herzau et Nicol Ljubic.
- Prix du duc et de la duchesse d'York : Greg Staats.
- Prix national de la photographie (Espagne) : Alberto García-Alix.
- Le photographe Francesc Jarque est élu membre titulaire de l'Académie royale des beaux-arts de San Carlos, premier photographe à recevoir cet honneur[29].
- Prix Robert Capa Gold Medal : John Stanmeyer de l'agende SABA pour Time, photographie de l'assassinat du journaliste Bernardino Guterres à Dili, Timor oriental.
- Prix Pulitzer : 
  - Prix Pulitzer de la photographie d'article de fond (Pulitzer Prize for Feature Photography) : l'équipe d'Associated Press pour les photographies des principaux acteurs et événements liés à la liaison du président américain Bill Clinton avec Monica Lewinsky.
  - Pulitzer Prize for Spot News Photography : Sally Stapleton et son équipe pour les photographies sur les attentats contre les ambassades américaines en Afrique le 7 août 1998.
- Prix Ansel-Adams : non attribué.
- Prix W. Eugene Smith : Chien-Chi Chang.
- Infinity Awards :
  - Prix pour l'œuvre d'une vie : Harold Evans.
  - Prix de la publication Infinity Award : Charles Bowden, Juárez : The Laboratory of Our Future, New York, Aperture, 1998, 131 p.  (ISBN 9780893817763).
  - Infinity Award du photojournalisme : Alexandra Boulat.
  - Infinity Award for Art : Hiroshi Sugimoto.
  - Prix de la photographie appliquée : Julius Shulman.
- Prix Higashikawa. Photographe japonais : Ishiuchi Miyako ; photographe étranger : Claudio Edinger ; photographe espoir : Miwa Yanagi ; prix spécial : Kunihiko Takada.
- Prix Kimura Ihei : Risaku Suzuki.
- Prix Ken-Domon : Takeshi Mizukoshi.
- Prix de la Société de photographie de Tokyo : Ishiuchi Miyako, Naoyoshi Hikosaka, Kōsai Hori, Ryūji Miyamoto, Masao Mochizuki.
- World Press Photo de l'année : Dayna Smith, photographie prise le 6 novembre 1998 de parents et amis réconfortant la veuve d'un combattant de l'Armée de libération du Kosovo tué la veille en patrouille[30].
- Centenary Medal de la Royal Photographic Society: William Klein.
- Prix international de la Fondation Hasselblad : Cindy Sherman.
- Prix suédois du livre photographique : Kent Klich (en), (sv) El Niño. En berättelse om gatubarn i Mexico City [El Niño. L'histoire des enfants des rues de Mexico], Stockhom, Journal, 167 p., 1999  (ISBN 9789197239561).
- Prix Lennart-Nilsson : James Henderson.
- Prix national vénézuélien de la photographie : José Sardá.

## Décès
- 15 janvier : André Martin, photographe et ethnographe français, né le 18 juin 1928.
- 20 janvier : Élie Kagan, photojournaliste français, né le 26 mars 1928.
- 4 février : Erich Hartmann, photographe américain, né le 29 juillet 1922.
- 14 février : Jacques Vauclair, photographe portraitiste français, né le 23 août 1926.
- 18 février : Andreas Feininger, photographe américain, né le 27 décembre 1906.
- 6 mars : Hiroshi Hamaya, photographe et photojournaliste japonais, né le 28 mars 1915.
- 15 mars : Harry Callahan, photographe américain, né le 22 octobre 1912[31].
- 29 mars : Lucien Aigner, photographe et photojournaliste hongrois, né le 14 septembre 1901[32].
- 18 avril : Raghubir Singh, photographe indien, né le 22 octobre 1942.
- 30 juin : Édouard Boubat, photographe français, né le 13 septembre 1923[33].
- 17 septembre : Artur Pastor, photographe portugais, né le 1er mai 1922.
- 31 octobre : Denise Bellon, photographe française, proche du mouvement surréaliste, née le 20 septembre 1902.
- 19 novembre : Horst P. Horst, photographe de mode germano-américain, né le 14 août 1906.
- 8 décembre : Mogens von Haven, photographe danois, premier lauréat du World Press Photo of the Year en 1955, né le 21 octobre 1917.
- 24 décembre : Grete Stern, photographe et graphiste germano-argentine, née le 9 mai 1904.

Date précise inconnue ou non renseignée
- Han Young-soo (en coréen : 한영수), 66 ans, photographe sud-coréen, considéré comme le « Cartier-Bresson sud-coréen » [34], né en 1933.

## Célébrations
Centenaire de naissance
- Ilse Bing
- Brassaï
- Thelma Kent
- Victor Kinelovskiy
- Santeri Levas
- Nelly Sougioultzóglou
- Weegee

Centenaire de décès
- Jean-Baptiste Alary
- Pierre Bernard
- Hippolyte Délié
- Eugène Foulquier
- Anastas Jovanović
- Jules Raudnitz
- Adolphe Terris
- Eiko Yamazawa

Bicentenaire de naissance
- Anna Atkins
- Henri Marcellin Auguste Bougenier
- Titian Ramsay Peale
- Joseph Saxton (en)